# Пылковка (село)
Пылковка — село в Балаковском районе Саратовской области, в составе сельского поселения Быково-Отрогское муниципальное образование.

## История
Основано в первой четверти XIX века. В 1834 году построен православный молитвенный дом. В 1856 году — деревянная церковь с колокольней и престолом во имя Архангела Михаила. Согласно Списку населённых мест Российской империи по сведениям за 1859 год в казённом селе Новый Кушум (оно же Пылковка), относившемся к Николаевскому уезду Самарской губернии, насчитывался 101 двор, проживали 322 мужчины и 343 женщины. Село располагалось на расстоянии 57 вёрст от уездного города по левую сторону Балаковского тракта, ближе к границе Новоузенского уезда.
После крестьянской реформы Пылковка была отнесена Мало-Быковской волости. В 1860 году в Пылковке открылся базар, в 1874 году начала работу мужская земская школа. В 1885 году была построена новая церковь. Согласно населённых мест Самарской губернии по сведениям за 1889 год в селе Пылково проживали 1319 жителей (русские и мордва православного и раскольнического вероисповедания), насчитывалось 234 двора, имелись церковь, земская школа, 7 ветряных мельниц. Земельный надел составлял 5562 десятины удобной и 3273 десятины неудобной земли. Зимой 1894—1895 годов в Пылковке открылась женская церковно-приходская школа. Согласно переписи 1897 года в селе проживали 1416 человек, из них православных — 1372.
Согласно Списку населённых мест Самарской губернии 1910 года село населяли бывшие государственные крестьяне, преимущественно русские, православные и раскольники, 912 мужчин и 937 женщин (266 дворов), в селе имелись церковь, земская и церковно-приходская школы, земская станция, земельный надел — 5562 десятины удобной и 3273 десятины неудобной земли. В 1916 году в селе открылось почтовое отделение.
После Октябрьской революции в селе вспыхнуло кулацкое восстание в селе, подавленное отрядами из соседних городов. В 1926 году в селе насчитывалось 258 дворов, проживало 595 мужчин и 653 женщины, работала школа первой ступени. В этот период Михаило-Архангельская церковь была закрыта и разрушена, в 1930 году крестьяне были объединены в колхоз. В 1963 году была построена новая двухэтажная школа. В поздний советский период в селе размещалась центральная усадьба колхоза "Россия.

## Физико-географическая характеристика
Село находится в Заволжье, на левом берегу реки Малый Кушум, на высоте около 20-25 метров над уровнем моря. Почвы — чернозёмы южные.
Село расположено примерно в 24 км по прямой в южном направлении от районного центра города Балаково. По автомобильным дорогам расстояние до районного центра составляет 43 км, до областного центра города Саратов — 170 км.
Климат
Климат умеренный континентальный (согласно классификации климатов Кёппена — Dfa). Многолетняя норма осадков — 497 мм. Наибольшее количество осадков выпадает в ноябре (53 мм), наименьшее в марте — 29 мм. Среднегодовая температура положительная и составляет + 6,0 °С, средняя температура самого холодного месяца января −11,1 °С, самого жаркого месяца июля +22,5 °С.
Часовой пояс
Пылковка, как и вся Саратовская область, находится в часовой зоне МСК+1. Смещение применяемого времени относительно UTC составляет +4:00.

## Население
| 2002 | 2010 |
| ---- | ---- |
| 394  | ↘374 |

Динамика численности населения по годам:
| Годы      | 1859 | 1889 | 1897 | 1910 | 1926 | 2002 |
| --------- | ---- | ---- | ---- | ---- | ---- | ---- |
| Население | 665  | 1319 | 1416 | 1849 | 1248 | 394  |

Национальный состав
Согласно результатам переписи 2002 года русские составляли 81 % населения села.